# Acteonellidae
Acteonellidae zijn een uitgestorven familie van weekdieren uit de klasse van de Gastropoda (slakken).

## Taxonomie
De volgende taxa zijn bij de familie ingedeeld:
- Onderfamilie  † Acteonellinae Gill, 1871
  - = Orthostomatidae Delpey, 1940
  - = Trochactaeoninae Hacobjan, 1963
  - Geslacht  † Acteonella d'Orbigny, 1843
  - Geslacht  † Trochactaeon Meek, 1863
- Onderfamilie  † Itieriinae Cossmann, 1896
  - Geslacht  † Sogdianella Djalilov, 1972[2]